# V337 Возничего
V337 Возничего (лат. V337 Aurigae) — одиночная переменная звезда в созвездии Возничего на расстоянии (вычисленном из значения параллакса) приблизительно 6945 световых лет (около 2129 парсеков) от Солнца. Видимая звёздная величина звезды — от +14,8m до +11,8m.

## Характеристики
V337 Возничего — красный гигант, углеродная пульсирующая переменная звезда, мирида (M) спектрального класса C(N). Радиус — около 21,77 солнечных, светимость — около 62,847 солнечных. Эффективная температура — около 3483 K.